# Excuseer me, dokter
Excuseer me, dokter is een aflevering uit de hoorspelreeks Maskers en Mysterie. In het Frans heet het Pardonnez-moi, docteur en is geschreven door de Franse schrijfster Jeannine Raylambert. Het werd geregisseerd door Ugo Prinsen. De speelduur bedraagt 46 minuten.

## Rolverdeling
- Dirk Van Vaerenbergh - dokter Sylvain Delanoue
- Danni Heylen - Catherine Fabrolle
- Anton Cogen - Jacques Fabrolle
- Walter Cornelis - politiecommissaris

## Plot
De vijfendertigjarige getrouwde vrouw Catherine Fabrolle komt bij de psychiater Sylvain Delanoue. Ze heeft een koel huwelijk met haar man Jacques, maar voedt wel de negenjarige Michel, de zoon uit de eerste huwelijk van haar man, liefdevol op. Tegen alle verwachtingen in knoopt Catherine een verhouding aan met Stéphane Auberger, iets waar ze het zelf moeilijk mee heeft. Zo moeilijk zelfs dat ze een keer geprobeerd heeft haar minnaar te vergiftigen. 